# Eos (gen)
Eos este un gen de păsări din subfamilia Loriinae din familia papagalilor estici (Psittaculidae). Există șase specii, toate endemice în insulele din estul Indoneziei, majoritatea în areale foarte restrânse. Au un penaj predominant roșu cu marcaje albastre, purpurii sau negre. Masculii și femelele au un aspect similar.

## Taxonomie
Genul Eos a fost introdus de naturalistul german Johann Georg Wagler în 1832. Numele provine din greaca veche eōs, care înseamnă „auroră”, referindu-se la penajul roșu. Specia tip a fost ulterior desemnată ca Eos histrio de zoologul englez George Robert Gray în 1840. Cele mai apropiate rude ale acestui gen sunt speciile din genul Trichoglossus. Chalcopsitta cardinalis a fost uneori inclusă în acest gen.

## Specii
Genul Eos are șase specii și mai multe subspecii.
| Imagine | Denumire științifică | Nume comun | Distribuție                                                                                    |
| ------- | -------------------- | ---------- | ---------------------------------------------------------------------------------------------- |
|         | Eos histrio          |            | Insulele Talaud                                                                                |
|         | Eos squamata         |            | vestul Insulelor Papua și Molucas de Nord din Indonezia                                        |
|         | Eos bornea           |            | De la Moluccas de Sud la Insulele Kai, Indonezia                                               |
|         | Eos reticulata       |            | Yamdena și Larat din Insulele Tanimbar și, de asemenea, pe Babar din Insulele Babar, Indonezia |
|         | Eos cyanogenia       |            | Insulele Geelvink, Papua, Indonezia                                                            |
|         | Eos semilarvata      |            | Seram, Indonezia                                                                               |